# Орден Британске империје
Орден Британске империје (енгл. Most Excellent Order of the British Empire) одликовање је Уједињеног Краљевства које се додељује војницима и цивилима за промовисање науке, уметности, културе, волонтерског и хуманитарног рада као и због јавног, војног или цивилног деловања. Увео га је британски краљ Џорџ V 4. јуна 1917. у укупно четири степена за цивилна и војна лица.
Најсродније државно одликовање је Медаља Британске империје, чији су добитници најчешће добитници нижих нивоа Ордена, као што су члански и официрски чинови.
У почетку су именовања вршена само за становнике Уједињеног Краљевства, али су се убрзо проширила на самоуправне доминионе Империје и британске колоније.
Поред британског краља, орден су у име краља додељивали управници Индије, колонијални гувернери и официри у Комонвелту. Упркос независности некадашњих колонија, одликовања се додељују и свим члановима Комонвелта и Британских прекоморских територија, који су касније успоставили своја национална одликовања.

## Састав
Два највиша реда одликовања додељују право носиоцу да се испред имена и презимена титулише као  Sir за мушкарце или Dame жене.
| Класе одликовања | Класе одликовања   | Класе одликовања | Класе одликовања | Класе одликовања | Класе одликовања | Класе одликовања | Класе одликовања | Класе одликовања     |
| ---------------- | ------------------ | ---------------- | ---------------- | ---------------- | ---------------- | ---------------- | ---------------- | -------------------- |
| Класа            | Први ред           | Први ред         | Други ред        | Други ред        | Tрећи ред        | Четврти ред      | Пети ред         | —                    |
| Класа            | Knight Grand Cross | Dame Grand Cross | Knight Commander | Dame Commander   | Commander        | Officer          | Member           | British Empire Medal |
| Префикс          | Sir                | Dame             | Sir              | Dame             | —                | —                | —                | —                    |
| Пост-номинал     | GBE                | GBE              | KBE              | DBE              | CBE              | OBE              | MBE              | BEM                  |

Одликовање има ограничен број појединаца којима може бити додељено: 300 особа из реда knights и dames grand cross, 845 knights и dames commander као и 8.960 commanders. Не постоје ограничења у вези с бројем одликованих четвртим и петим редом, али не више од 858 Officers и 1.464 Members могу бити одликовани у току календарске године.
Почасна одликовања додељују се лицима која нису држављани земаља у којима је британски монарх поглавар државе.

## Одликовани Срби
- Мирко Тепавац
- Видоје Жарковић
- Славко Ј. Грујић
- Евгеније Поповић